# 学校法人名教学園
学校法人名教学園（がっこうほうじんめいきょうがくえん）は、かつて東京都渋谷区富ヶ谷に存在した学校法人。

## 概要
東海大学付属浦安高等学校・中等部の前身である名教中学校・名教高等学校を経営していた。
跡地は、東海大学の本部である東海大学代々木キャンパスとなっている。

## 沿革
- 1915年
  - 二條基弘・大木達吉・柳原義光らによって、名教学会を設立。名教中学校を開校（東京府豊多摩郡代々幡町）。その校風は「家塾風の学校」と評された[1]。
- 1948年
  - 学制改革で名教学園中学校・高等学校に校名変更。
- 1952年
  - 中央工学校が仮校舎として使用。
- 1955年
  - 4月 - 東海大学に吸収。東海大学付属高等学校に改称。